# Grésivaudan
Il Grésivaudan è una valle delle Alpi francesi situata per la maggior parte nel dipartimento dell'Isère e che costituisce una parte del corso inferiore del fiume l'Isère, tra Albertville, a monte, e Tullins a valle.

## Toponimia
Graisivaudan, secondo l'etimologia tradizionalmente accettata, proviene dal latino Gratianopolitanum valdanum (l'aggettivo si riferisce a Gratianopolis, nome gallo-romano di Grenoble) e significa "valle di Grenoble", il cui suffisso -vaudan, segnala una valle ove scorrono numerosi corsi d'acqua.
Originariamente il Grésivaudan non designava che la parte della piana alluvionale dell'Isère a monte di Grenoble, che prolunga la Comba di Savoia, ma dalla fine del XX secolo il termine Grésivaudan è stato esteso a tutta la piana alluvionale dell'Isère compresa fra Tullins, a valle di Grenoble, e Albertville. Si parlerà allora di Basso-Grésivaudan (fra Tullins e Grenoble), di Medio-Grésivaudan (fra Grenoble e Pontcharra) e di Alto-Grésivaudan (tra Pontcharra e Albertville). D'altra parte i 47 comuni a monte di Grenoble fino a Barraux sono raggruppati nella Comunità dei paesi del Grésivaudan ed esiste un "Syndicat Mixte Pays du Sud-Grésivaudan" che raggruppa i 43comuni dei cantoni di Saint-Marcellin, Vinay e Pont-en-Royans.
Il Grésivaudan fa quindi parte dell'Isère, che si estende dalla confluenza fra l'Arc (tra Aiton e Montmélian), vedi con l'Arly (ad Albertville) a monte, fino a quella della Bourne (a Saint-Nazaire-en-Royans) a valle.

## Geografia

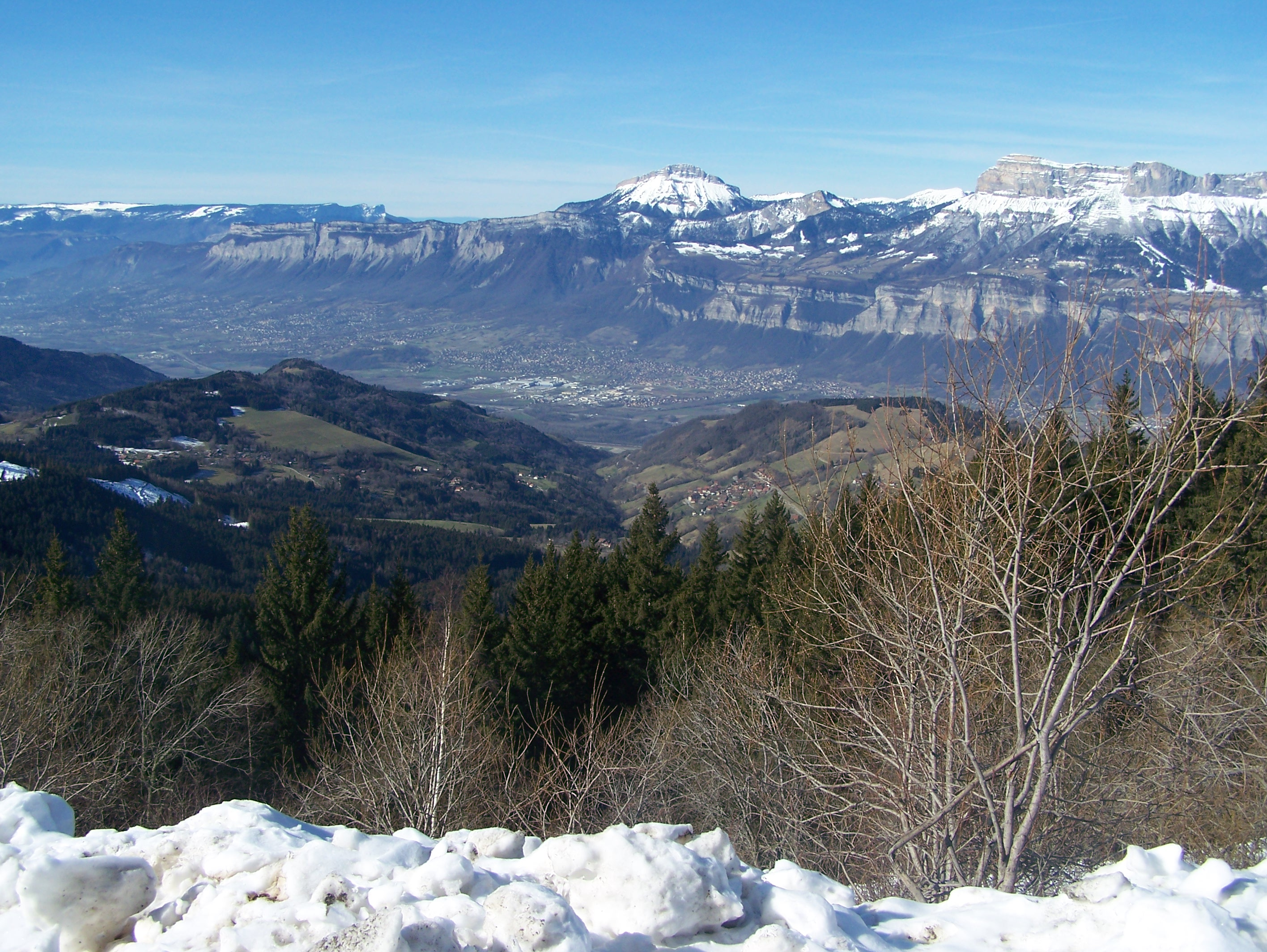
Veduta del Grésivaudan dalla base della stazione sciistica dei Sept Laux a lato del Pipay.

Il Grésivaudan segna il confine fra le Prealpi francesi, o Alpi esterne, formate in gran parte da massicci montagnosi calcarei e marno-calcarei (Bauges, Chartreuse, Vercors) e massicci interni alpini, costituiti in maggioranza da rocce granitiche e metamorfiche (Vanoise, Belledonne).
Il Grésivaudan fa parte del solco alpino: l'insieme di valli e depressioni al centro delle Alpi francesi orientate da sud-sud-ovest a nord-nord-est. In generale vi viene compreso il corso inferiore del Drac, il Grésivaudan superiore, la Comba di Savoia (valle dell'Arly e corso superiore dell'Arve), e talvolta la valle di Chamonix. Geologicamente vi si potrebbe anche includere il corso superiore del Rodano in Svizzera) (Canton Vallese). Il solco alpino si estende dunque sui dipartimenti dell'Isère, della Savoia e dell'Alta Savoia.
Le città importanti del Grésivaudan sono, da nord a sud: Albertville, Montmélian, Pontcharra, l'agglomerato di Grenoble e Moirans.
Il Grésivaudan è un'antica valle glaciale, il suo profilo a doccia valliva (fondo piatto e pareti scoscese) è stata modellato da fenomeni di glaciazione e post-glaciazione.
Le "tappe" di questo procedimento di "escavazione" della valle durante l'ultima era glaciale, quella di Würm:
1. il ghiacciaio dell'Isère s'installa nella valle a seguito di un raffreddamento del clima[3] ;
2. il ghiacciaio s'inspessisce da Tullins, bloccato contro il Vercors dal ghiacciaio del Rodano che s'installa nel nord del dipartimento dell'Isère e nella pianura lionese ;
3. nel corso di milioni di anni esso erode, a causa di fenomeni complessi, i lati e il fondo della valle che assume un profilo ad U;
4. nel contempo i ghiacci, costretti nel loro scioglimento dalla chiusa di Voreppe ed il ghiacciaio del Rodano, si ammassano ed incidono maggiormente la valle fino a raggiungere 800 m sotto il livello del mare all'altezza di Meylan. All'altezza di Grenoble si raggiunge allora uno spessore dello strato di ghiaccio di 1600 m;
5. con l'ultimo riscaldamento climatico di 10.000 anni, il ghiacciaio dell'Isère si ritira poco a poco lasciando una vasta depressione di fronte a lui, che si riempie d'acqua fino a formare un immenso lago sul tipo dei grandi laghi italiani (lago Maggiore, lago di Como, lago di Lugano, etc.);
6. la valle dell'Isère è interamente occupata da un lago, da Tullins fino ad Albertville, il cui livello è leggermente inferiore all'altezza della valle attuale;
7. le montagne sono denudate di ghiacci e di vegetazione, i torrenti erodono e caricano di enormi quantità di materiali che sedimentano nel lago dell'Isère;
8. una volta che il lago si colma, la valle acquista il suo aspetto attuale: un fondo piatto che corrisponde all'antica superficie del lago circondato da pareti a strapiombo e da falesie.

Panoramica del Grésivaudan presa dalla sommità della stazione dei Sept-Laux. A sinistra l'agglomerato grenoblese, al centro Le Touvet, a destra la Savoia.

## Comunità dei comuni del Grésivaudan
La comunità dei comuni Le Grésivaudan raggruppa quarantasette comuni del Medio-Grésivaudan, dell'Alto-Grésivaudan, dei balconi di Belledonne, dell'altipiano delle petites roches (piccole rocce), dei comuni detti isolées (isolati) (Ste Marie du Mont, Hurtières, St Pierre d'Allevard, La Chapelle du Bard, La Ferrière, Le Moutaret, Pinsot):
- Les Adrets
- Allevard
- Barraux
- Bernin
- Biviers
- La Buissière
- Le Champ-près-Froges
- Chamrousse
- Chapareillan
- La Chapelle-du-Bard
- Le Cheylas
- La Combe-de-Lancey
- Crolles
- La Flachère
- La Ferrière
- Froges

- Goncelin
- Hurtières
- Laval
- Lumbin
- Montbonnot-Saint-Martin
- Morêtel-de-Mailles
- Le Moutaret
- La Pierre
- Pinsot
- Pontcharra
- Revel
- Saint-Bernard-du-Touvet
- Saint-Hilaire-du-Touvet
- Saint-Ismier
- Saint-Jean-le-Vieux
- Saint-Martin-d'Uriage

- Saint-Maximin
- Saint-Mury-Monteymond
- Saint-Nazaire-les-Eymes
- Saint-Pancrasse
- Saint-Pierre-d'Allevard
- Saint-Vincent-de-Mercuze
- Sainte-Agnès
- Sainte-Marie-d'Alloix
- Sainte-Marie-du-Mont
- Tencin
- La Terrasse
- Theys
- Le Touvet
- Le Versoud
- Villard-Bonnot

Due comuni hanno lasciato la comunità:
- Venon, il 1º gennaio 2010
- Vaulnaveys-le-Haut

## Storia
Il Grésivaudan era un antico baliato del Delfinato. Situato tra il massiccio di Belledonne e quello della Chartreuse, il Grésivaudan offre un quadro grandioso: «… a causa delle sue terre ricche e propizie alla cultura del grano, degli alberi da frutta e della vite ». Luig XII, attraversando il Grésivaudan nel 1507 «incantato dalla diversità delle sue piantagioni, dal percorso serpeggiante del fiume Isère», lo chiamò «…il più bel giardino di Francia ».

## Economia
Il Grésivaudan è stato la riserva di energia idroelettrica (il "petrolio bianco"): a Lancey (Comune di Villard-Bonnot) si trovano le vestigia delle prime alte cadute d'acqua costruite da Aristide Bergès nel 1869. L'irdaulica industriale e l'energia idroelettrica sono stati il motore essenziale dell'industrializzazione precoce della valle (seterie, cartiere, alluminio, ecc.)
Permettendo la circolazione nel cuore della Alpi, il Grésivaudan è un importante asse di comunicazione. Così la valle ha una circolazione di mezzi piuttosto intensa: autostrade (A41, A43, A48 ed A49), strade statali e dipartimentali, strade ferrate verso la Moriana e l'Italia. La valle ospita oggi zone di attività orientate all'innovazione ed all'alta tecnologia: il parco tecnologico dell'Inovallée (ex-ZIRST) à Meylan e Montbonnot, polo di attività di microelettronica a Crolles (STMicroelectronics) e a Bernin (Soitec).

## Ambiente
Per la sua posizione fra due massicci montagnosi, la valle gioca un ruolo importante di corridoio biologico.